# Samuel Rutherford

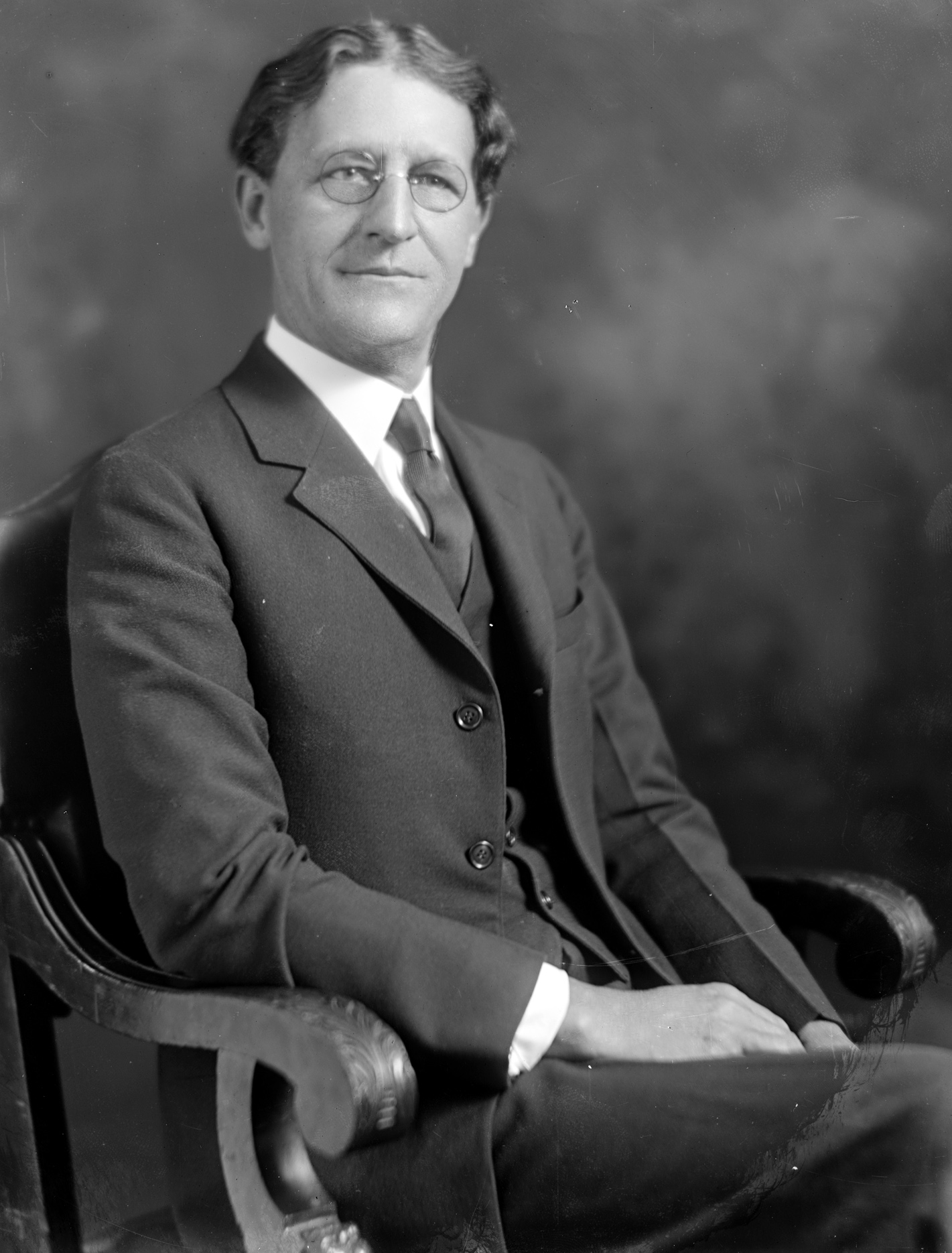
Samuel Rutherford

Samuel Rutherford (* 15. März 1870 bei Culloden, Crawford County, Georgia; † 4. Februar 1932 in Washington, D.C.) war ein US-amerikanischer Politiker. Zwischen 1925 und 1932 vertrat er den Bundesstaat Georgia im US-Repräsentantenhaus.

## Werdegang
Samuel Rutherford besuchte die öffentlichen Schulen seiner Heimat und studierte danach an der Washington and Lee University in Lexington (Virginia). Nach einem anschließenden Jurastudium an der University of Georgia in Athens und seiner im Jahr 1894 erfolgten Zulassung als Rechtsanwalt begann er in Forsyth in seinem neuen Beruf zu arbeiten. In dieser Stadt war er auch drei Jahre lang Bürgermeister.
Rutherford war Mitglied der Demokratischen Partei.  In den Jahren 1896 und 1897 saß er als Abgeordneter im Repräsentantenhaus von Georgia. Von 1898 bis 1900 arbeitete Rutherford als Staatsanwalt am städtischen Gericht in Forsyth. Zwischen 1901 und 1916 war er auch im Bankgewerbe tätig. In den Jahren 1909 und 1910 gehörte Rutherford dem Senat von Georgia an. Zwischenzeitlich arbeitete er wieder als Rechtsanwalt und in der Landwirtschaft. Zwischen 1921 und 1924 war Rutherford noch einmal Abgeordneter im Repräsentantenhaus von Georgia.
Bei den Kongresswahlen des Jahres 1924 wurde er im sechsten Wahlbezirk von Georgia in das US-Repräsentantenhaus in Washington gewählt, wo er am 4. März 1925 die Nachfolge von James W. Wise antrat. Nach drei Wiederwahlen konnte er bis zu seinem Tod am 4. Februar 1932 im Kongress verbleiben. Seit 1931 war er Vorsitzender des Wahlausschusses für die Präsidentschafts- und Kongresswahlen.